# Ashley Park
Ashley Jini Park (sinh ngày 6 tháng 6 năm 1991) là một nữ diễn viên kiêm nhạc sĩ người Mỹ gốc Hàn Quốc. Cô được biết đến qua vai Mindy Chen trong loạt phim truyền hình Emily ở Paris. Cô cũng thủ vai Gretchen Wieners trong vở nhạc kịch của Broadway, Mean Girls, vai diễn mang về cho cô một đề cử giải Tony ở hạng mục "Nữ diễn viên xuất sắc nhất trong vai chính nhạc kịch".

## Tiểu sử
Park sinh ra ở Glendale, California và lớn lến ở Ann Arbor, Michigan. Gia đình cô là người gốc Hàn Quốc, cô là em họ của diễn viên Justin H. Min.
Park đựoc gia đình cho học nhảy từ năm ba tuổi và học piano từ năm năm tuổi. Trong giai đoạn trung học, cô thường xuyên tham gia hội diễn kịch thiếu nhi của thành phố Ann Arbor.
Năm 2009, cô tốt nghiệp Trung học Pioneer sau đó theo học Đại học Michigan. Năm 2013, cô hoàn thành với bằng Cử nhân Nghệ thuật (BFA) ngành nhạc kịch.

## Danh sách phim

### Điện ảnh
| Năm  | Tên                | Vai              | Chú thích |
| ---- | ------------------ | ---------------- | --------- |
| 2012 | The V Card         | Jessica          | [ 14 ]    |
| 2014 | Are You Joking?    | Date             | [ 14 ]    |
| 2022 | Mr. Malcolm's List | Gertie Covington | [ 15 ]    |
| 2023 | Joy Ride           | Audrey Sullivan  | [ 16 ]    |
| 2024 | Mean Girls         | Madame Park      | [ 17 ]    |

### Truyền hình
| Năm          | Tên                          | Vai                               | Chú thích                                      |        |
| ------------ | ---------------------------- | --------------------------------- | ---------------------------------------------- | ------ |
| 2014         | My Dirty Little Secret       | Ann Racz                          | 1 tập                                          | [ 14 ] |
| 2017         | Nightcap                     | Olivia Cho                        | 8 tập                                          | [ 18 ] |
| 2018         | Saturday Night Live          | (Chính mình, không được ghi danh) | Tập: "Tina Fey/Nicki Minaj"                    | [ 19 ] |
| 2019         | Tales of the City            | Jennifer 'Ani' Winter             | 7 tập                                          | [ 20 ] |
| 2019         | Helpsters                    | Singing Starlett                  | Tập: "Singing Starlett / Heart's Family Photo" |        |
| 2020–present | Emily in Paris               | Mindy Chen                        | Vai chính, 4 mùa                               | [ 21 ] |
| 2021–2024    | Girls5eva                    | Ashley                            | Vai phụ                                        | [ 22 ] |
| 2023         | Beef                         | Naomi                             | Vai phụ                                        | [ 23 ] |
| 2023         | Star Wars: Visions           | Ara (lồng tiếng)                  | Tập: "Journey to the Dark Head"                |        |
| 2023         | Only Murders in the Building | Kimber                            | Vai phụ                                        | [ 24 ] |
| 2023         | Dhar Mann                    |                                   | 2 tập                                          |        |